# Minucciano
Minucciano település Olaszországban, Toszkána régióban, Lucca megyében. Lakosainak száma 1805 fő (2023. január 1.). Minucciano Camporgiano, Fivizzano, Sillano Giuncugnano, Piazza al Serchio, Vagli Sotto, Casola in Lunigiana és Massa községekkel határos.

## Népesség
A település lakossága az elmúlt években az alábbi módon változott:
| Lakosok száma | 2041 | 2024 | 1805 |
|               | 2017 | 2018 | 2023 |